# Don Finlay
Donald Osborne Finlay, detto Don (Christchurch, 27 maggio 1909 – Great Missenden, 18 aprile 1970), è stato un ostacolista e velocista britannico, campione europeo dei 110 metri ostacoli a Parigi nel 1938.

## Biografia
Nato a Christchurch, all'epoca nel Hampshire, fu vincitore della medaglia di bronzo ai Giochi olimpici di Los Angeles 1932, e si migliorò ai Giochi di Berlino 1936 ottenendo la medaglia d'argento. Pilota della RAF durante la Seconda guerra mondiale, nella quale combatté nei cieli dell'Inghilterra e della Birmania, nel 1948 fu scelto per pronunciare il giuramento olimpico ai Giochi di Londra.

## Palmarès
| Anno                                | Manifestazione                | Sede        | Evento       | Risultato | Prestazione | Note           |
| ----------------------------------- | ----------------------------- | ----------- | ------------ | --------- | ----------- | -------------- |
| In rappresentanza del Regno Unito   |                               |             |              |           |             |                |
| 1932                                | Giochi olimpici               | Los Angeles | 110 m hs     | Bronzo    | 14"8        |                |
| 1932                                | Giochi olimpici               | Los Angeles | 4×100 m      | 6º        | 41"4        |                |
| 1936                                | Giochi olimpici               | Berlino     | 110 m hs     | Argento   | 14"4        |                |
| 1936                                | Giochi olimpici               | Berlino     | 4×100 m      | Batteria  | 42"4        |                |
| 1938                                | Europei                       | Parigi      | 110 m hs     | Oro       | 14"3        | Record europeo |
| 1948                                | Giochi olimpici               | Londra      | 110 m hs     | Batteria  | dnf         |                |
| In rappresentanza dell' Inghilterra |                               |             |              |           |             |                |
| 1934                                | Giochi dell'Impero Britannico | Londra      | 120 iarde hs | Oro       | 15"2        |                |